# Fruebær
Fruebær (Rubus saxatilis) er en 10-30 cm høj plante med hvide blomster og røde, korbæragtige frugter. Frugterne er syrlige, men velsmagende, og de kan bruges til kompot, gelé eller frugtsaft. Fruebær vokser i skove og krat.

## Beskrivelse
Fruebær er en flerårig, urteagtig plante, der forvedder allerede det første år, men visner ned andet år. Væksten er opret med udløbere. Stænglerne er svagt furede og hårklædte eller hos nogle individer svagt tornede. Først er de lysegrønne, men snart bliver de rødbrune og forveddede (omtrent som det sker med hindbær).
Bladene er spredtstillede og 3-fingrede med ægformede afsnit og dobbelt savtakket rand. Oversiden er blank og græsgrøn, rynket med nedsænkede ribber, mens undersiden er lysere og hårklædt. Blomstringen foregår i juni-juli, hvor man finder blomsterne samlet i små, endestillede stande. De enkelte blomster er 5-tallige og regelmæssige med hvide kronblade. Frugterne er samlefrugter (omtrent som hos korbær), bestående af røde stenfrugter.
Rodsystemet består af en vandret krybende jordstængel med et trævlet rodnet. De nedliggende udløbere danner rødder ved jordkontakt.
Højde x bredde og årlig tilvækst: 0,50 x 0,25 m (50 x 25 cm/år).

## Hjemsted
Fruebær er udbredt i Lilleasien, Centralasien, Østasien, Nordamerika (inklusiv Sydgrønland) og Europa (inklusiv Island). I Danmark kan den findes hist og her i de østlige egne, mens den er sjælden eller helt manglende i resten af landet. Den er knyttet til voksesteder i halvskygge og med en jordbund, der er fugtig (men ikke våd), neutral eller svagt basisk og næringsrig.
Arten findes i urterige skove i Koliområdet i det østlige Finland sammen med bl.a. angelik, blåbær, firblad, fjerbregne, hindbær, alm. hæg, majblomst, alm. mjødurt, alm. røn, dunet egebregne, engnellikerod, finsk rose, gråel, kærhøgeskæg, liljekonval, mosebunke, skovrørhvene, skovstorkenæb, skovsyre, smalbladet mangeløv og tredelt egebregne
| Portal | Portal:Botanik |

## Note
1. ↑  Päivi Hokkanen: Vegetation patterns of boreal herb-rich forests in the Koli region, eastern Finland Arkiveret 17. marts 2007 hos  Wayback Machine (engelsk)